# Cómo Yirtdan salvó a los niños de la Dif

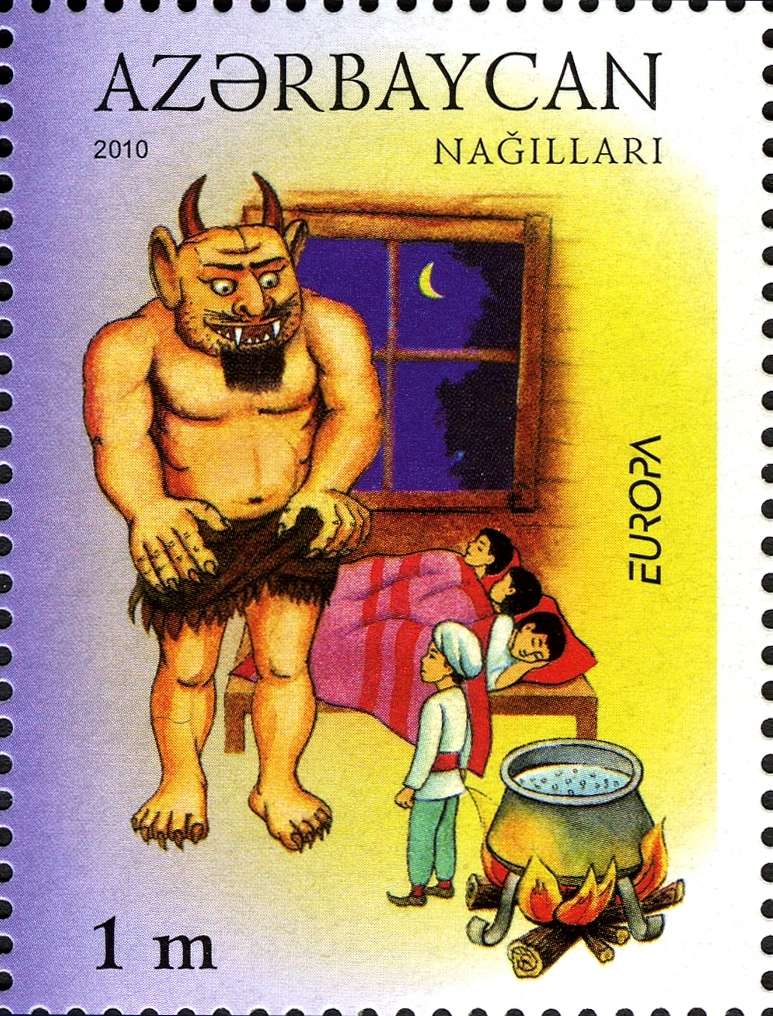
Un sello de Azerbaiyán publicado en 2010. Se dedicó al cuento de hadas.

"Cómo Yirtdan salvó a los niños de la Dif" (en azerí: Necə Cırtdan uşaqları Difdən xilas etdi) es un cuento popular azerbaiyano. Se trata de un adolescente inteligente llamado Yirtdan (que significa "pequeño" en idioma azerbaiyano), que logró salvar a los niños del Dif, una criatura mítica de la mitología azerbaiyana.

## Cuento
Yirtdan, junto con los hijos del vecino, se internan en el bosque para recoger leña. En el camino de regreso, se pierden en la oscuridad y caminan hacia la luz que ven. Tras esto, llegan a la casa en la que vive Dif. El monstruo atrae a los niños hacia sí mismo para comérselos por la noche. Yirtdan, usando su ingenio, salva a los niños y regresan sanos y salvos a su hogar.
Yirtdan es uno de los personajes más populares de los cuentos de hadas de Azerbaiyán. Se distingue por su apariencia, coraje e inteligencia azerbaiyanos tradicionales. A veces se ha descrito a Yirtdan como una persona perezosa, ya que había obligado a los muchachos del pueblo a recoger leña del bosque y luego cargarlo a la espalda. A pesar de esto, Yirtdan muestra coraje cuando se encuentra con Dif. Ante el peligro, Yirtdan demuestra ser el más ágil y valiente del resto de los niños.

## Adaptaciones
En 1968, se representó una actuación basada en el cuento de hadas en el teatro de marionetas de Bakú. Se basó en el guion y el tratamiento literario de la trama del escritor y dramaturgo azerbaiyano Mirmehdi Seyidzadeh.
La primera película de animación azerbaiyana "Cırtdan" se creó a partir de este cuento de hadas.
En 1981 y 1983, el estudio de cine de Azerbaiyán estrenó una película de animación en dos partes "Pro Dzhyrtdana — Velykana", dirigida por Boris Aliyev. El papel del personaje principal fue expresado por la actriz Klara Rumyanova.